# Trang trại Skinwalker

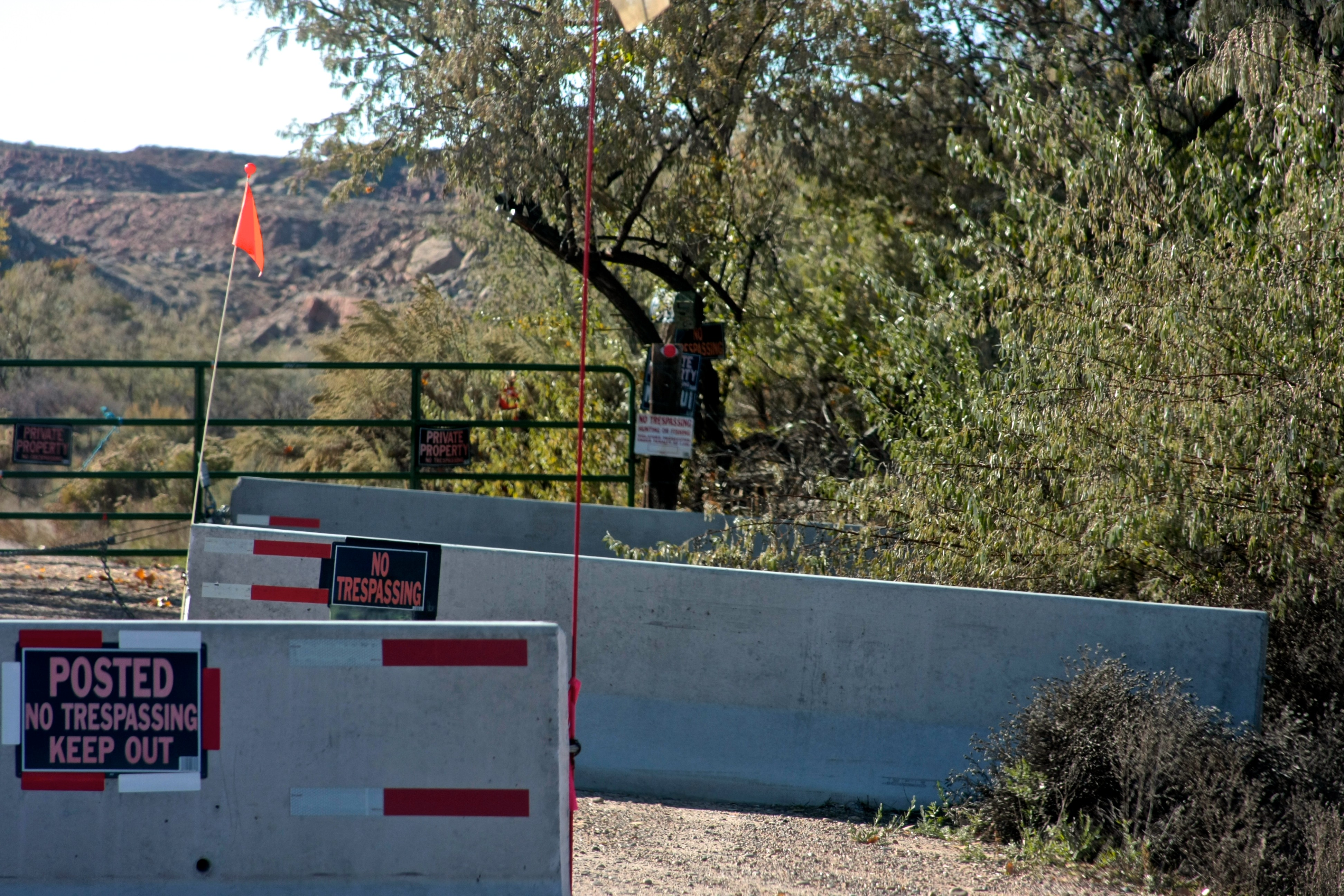
Một lối vào trang trại Skinwalker.

Trang trại Skinwalker (tiếng Anh: Skinwalker Ranch), hay còn gọi là Trang trại Sherman, là một địa điểm trải dài trên diện tích 512 mẫu Anh (2.072 km²) về phía đông nam của Ballard, Utah được cho là nơi diễn ra các hoạt động huyền bí và liên quan đến UFO. Tên của nó được lấy từ quái thú skinwalker trong huyền thoại của người Navajo liên quan đến những tay phù thủy độc ác.

## Bối cảnh
Vụ việc về trang trại này xuất hiện lần đầu tiên vào năm 1996 trên tờ Utah Deseret News tại Salt Lake, và sau đó được tuần báo Las Vegas Mercury đăng lại như một loạt bài viết của nhà báo điều tra George Knapp. Những câu chuyện ban đầu nêu chi tiết về những hiện tượng quái lạ của một gia đình được cho là đã trải qua những sự kiện không thể giải thích và đáng sợ sau khi họ mua và sở hữu trang trại này.

## Sách viết
Colm Kelleher và đồng tác giả George Knapp về sau đã viết một cuốn sách mô tả việc Viện Khoa học Khám phá Quốc gia (NIDSci) mua lại trang trại này để nghiên cứu các hiện tượng lạ như UFO, sinh vật giống như người, vòng tròn đồng ruộng, quả cầu phát sáng và các hoạt động quỷ quái được các chủ sở hữu mô tả.

## Hiện tượng lạ
Trang trại nằm ở phía tây Quận Uintah giáp với Khu bảo tồn Thổ dân Da đỏ Ute, được mệnh danh là trang trại UFO do lịch sử 50 năm phơi bày các sự kiện kỳ lạ được cho là đã xảy ra ở đó. Knapp và Kelleher trích dẫn cuốn sách năm 1974 nhan đề The Utah UFO Display: A Scientist's Report của Frank Salisbury và Joseph "Junior" Hicks, có nêu chi tiết một cuộc điều tra trước đây về những lần chứng kiến UFO ở khu vực Quận Uintah, như một phần xác nhận cho câu chuyện của họ. Theo Kelleher và Knapp, họ đã nhìn thấy hoặc điều tra bằng chứng về gần 100 sự cố bao gồm gia súc biến mất và bị cắt xẻ thịt, nhìn thấy các vật thể hoặc quả cầu bay không xác định, những động vật lớn với đôi mắt đỏ mà họ nói là vô hình khi bị trúng đạn và vật thể vô hình phát ra từ trường phá hoại. Trong số những người liên quan có Đại tá Lục quân Mỹ về hưu John B. Alexander mô tả nỗ lực của NIDSci như là cố gắng để có được dữ liệu cứng bằng cách sử dụng "phương pháp khoa học tiêu chuẩn". Tuy nhiên, các nhà điều tra đều thừa nhận "khó thu thập bằng chứng phù hợp với công bố khoa học".
Gia súc bị cắt xẻ thịt từng là một phần của văn hóa dân gian tại khu vực xung quanh trong nhiều thập kỷ. Khi tỷ phú sáng lập NIDSci là Robert Bigelow mua lại trang trại với giá 200.000 đô la, đây là kết quả của việc ông bị thuyết phục bởi những câu chuyện về những vụ cắt xẻ thịt gia súc bao gồm những chuyện kể về luồng ánh sáng kỳ lạ và những ấn tượng khác thường được tạo ra bởi gia đình của chủ trang trại cũ Terry Sherman.
Năm 1996, nhà nghiên cứu hoài nghi James Randi đã trao tặng Bigelow Giải Pigasus để tài trợ cho việc mua trang trại và hỗ trợ những cuộc điều tra của giáo sư John Mack từ Đại học Harvard và tác giả Budd Hopkins, vì cái mà Randi gọi là "nghiên cứu vô dụng về hiện tượng siêu nhiên, huyền bí hoặc bí ẩn [như thế này]".
Năm 2016, Bigelow đã bán Trang trại Skinwalker với giá 4,5 triệu đô la cho "Adamantium Holdings", một công ty ma không rõ gốc gác. Sau đợt mua bán này, tất cả các con đường dẫn đến trang trại đều bị chặn, vành đai được củng cố và bảo vệ bởi dãy camera và dây thép gai, và bao quanh toàn các dấu hiệu hòng ngăn chặn mọi người tiếp cận nơi đây.

## Thương hiệu
Trang trại đã được Bigelow bán cho một công ty tư nhân mang tên Adamantium Real Estate, LLC, vào năm 2016. Năm 2017, cái tên "Skinwalker Ranch" đã được đăng ký thương hiệu thông qua tên gọi Justia Trademarks. Thương hiệu này được phát hành vào năm 2018.

## Truyền thông
Một bộ phim năm 2013 mang tên Skinwalker Ranch dựa một phần trên văn hóa dân gian xung quanh trang trại. Một bộ phim năm 2018 có tựa đề Hunt for the Skinwalker là một bộ phim tài liệu phần nào dựa trên các hiện tượng xảy ra tại trang trại này.